# Lamoura
Lamoura é uma comuna francesa na região administrativa de Borgonha-Franco-Condado, no departamento de Jura. Estende-se por uma área de 22,28 km². Em 2010 a comuna tinha 663 habitantes (densidade: 29,8 hab./km²).